# John Edwin (1749-1790)
John Edwin (Londra, 10 agosto 1749 – Londra, 31 ottobre 1790) è stato un attore teatrale e scrittore inglese.

## Biografia
Figlio di un orologiaio, John Edwin da giovane recitò nei palcoscenici della provincia inglese e irlandese effettuando un lungo tirocinio, in parti minori; a Bath nel 1768 iniziò una relazione con la signora Walmsley, una modista, che gli diede un figlio, ma che in seguito abbandonò.
La sua prima apparizione londinese fu all'Haymarket Theatre nel 1776 nel ruolo di Flaw in The Cozeners di Samuel Foote, ma quando George Colman subentrò alla direzione del teatro gli furono date parti migliori e ne divenne l'attore principale, ottenendo un buon successo di pubblico e di critica.
Nel 1779 fu a Covent Garden, e recitò lì o all'Haymarket fino alla sua morte, interpretando un grande numero di ruoli comici nelle commedie o burlette di Ned Shuter e dell'irlandese John O'Keefe, distinguendosi come il miglior comedian o attore e cantante leggero contemporaneo.
Inoltre fece molte apparizioni nel repertorio classico sostenendo, tra l'altro, il ruolo di Primo Becchino nell'Amleto.
A lui sono attribuiti The Last Legacy of John Edwin, 1780; Edwin's Jests ed Edwin's Pills to Purge Melancholy.

## Opere
- The Last Legacy of John Edwin 1780;
- Edwin's Jests;
- Edwin's Pills to Purge Melancholy.